# Tout est fatal (nouvelle)
Tout est fatal (titre original : Everything's Eventual) est un roman court de Stephen King paru tout d'abord en 1997 dans The Magazine of Fantasy & Science Fiction puis dans le recueil Tout est fatal en 2002.

## Résumé
L'histoire est racontée à la première personne par son protagoniste principal, Richard « Dinky » Earnshaw. Celui-ci, âgé de dix-neuf ans, explique qu'il a un nouveau travail qui le comble grâce aux nombreux avantages dont il bénéficie, incluant un logement et une voiture de fonction ainsi que 70 dollars hebdomadaires à dépenser et divers avantages en nature. Cet emploi lui a été offert par monsieur Sharpton, un homme qui savait que Dinky possède un don bien particulier, celui de pouvoir provoquer la mort d'êtres vivants en dessinant des figures compliquées.
Dinky possède ce don depuis son enfance et l'utilise de façon intuitive sans bien le comprendre. Il s'en est servi pour tuer un chien qui le terrifiait quand il était enfant et plus récemment, pour pousser au suicide son collègue Skipper, dont il était le souffre-douleur au supermarché où il travaillait jusqu'alors. Peu après cela, Sharpton offre à Dinky de travailler pour Trans Corporation, l'entreprise qu'il représente. En échange de ses nombreux avantages, Dinky doit de temps à autre envoyer un e-mail comportant ses fameuses figures à des personnes qui lui sont désignées, toutes censées être d'horribles criminels.
Un jour, en lisant le journal, Dinky voit une notice nécrologique vantant les accomplissements d'une de ses victimes. Commençant à avoir des doutes, Dinky fait des recherches et découvre que ses cibles sont en fait des scientifiques, des pacifistes et des progressistes. À la fin de la nouvelle, Dinky planifie de s'échapper et, avant cela, d'envoyer un dernier e-mail personnalisé à M. Sharpton.

## Genèse
Dans l'avant-propos de la nouvelle du recueil du même nom, Stephen King affirme qu'il a écrit l'histoire, qui lui est venue très facilement, à partir de l'image d'un jeune homme jetant de l'argent dans une bouche d’égout devant sa maison.

## Intertextualité
Le personnage de Dinky Earnshaw réapparaît dans le dernier volume de La Tour sombre où on apprend qu'il a effectivement tué Sharpton mais qu'il s'est ensuite fait capturer par ses anciens employeurs, lesquels travaillent en fait pour le Roi Cramoisi, et qu'il est enfermé dans un camp de « Briseurs ».

## Distinctions
Tout est fatal a été nommé au prix Locus du meilleur roman court 1998, terminant à la 4e place, ainsi qu'au prix Bram Stoker de la meilleure nouvelle longue 1998.

## Adaptations
La nouvelle a été adaptée en 2009 sous forme d'un long métrage de 80 minutes par le jeune réalisateur J. P. Scott, qui a profité du système Dollar Baby mis en place par Stephen King et autorisant un réalisateur débutant à adapter une de ses nouvelles contre la somme d'un dollar symbolique. Le film, Everything's Eventual, a été projeté dans quelques festivals de cinéma et a favorablement impressionné l'écrivain, qui a donné son feu vert pour une distribution dans les salles de cinéma. Cependant, le film n'a pas trouvé de distributeur qui satisfasse aux conditions du contrat signé avec King et reste donc inédit pour le grand public.